# Ponova vas
Ponova vas – wieś w Słowenii, w gminie Grosuplje. 1 stycznia 2017 liczyła 572 mieszkańców.